# دودغ مورغان
دودغ مورغان (بالإنجليزية: Dodge Morgan)‏ هو مستكشف وضابط أمريكي، ولد في 15 يناير 1932 في مالدن في الولايات المتحدة، وتوفي في 14 سبتمبر 2010 في بوسطن في الولايات المتحدة بسبب سرطان.